# Wielicka Przełęcz
Wielicka Przełęcz (słow. Velické sedlo, niem. Felker Joch, węg. Felkai-hágó, 2284 m n.p.m.) – przełęcz w głównej grani Tatr, położona pomiędzy Litworowym Szczytem (Litvorový štít, 2421 m) a Wielickim Szczytem (Velický štít, 2320 m). Na północny zachód od przełęczy znajduje się Dolina Litworowa, a na południowy wschód – Dolina Wielicka. W grani pomiędzy Litworowym Szczytem a Wielicką Przełęczą wznosi się jeszcze Litworowy Zwornik.
Na przełęcz nie prowadzi żaden szlak turystyczny. Dla taterników stanowi dogodny dostęp do otaczających ją szczytów, natomiast jako połączenie dolin leżących po obu jej stronach nie ma żadnego praktycznego znaczenia (najłatwiejsza droga od strony Doliny Litworowej jest skomplikowana i nieco trudna). Nazwa przełęczy pochodzi od leżącej poniżej Doliny Wielickiej. Dawniejsze pomiary określały wysokość Wielickiej Przełęczy na 2295 m.
Pierwsze znane wejścia:
- latem – August Otto i Pavel Čižák, 12 sierpnia 1897 r.,
- zimą – Károly Fodor, Lajos Károly Horn i Jenő Serényi, 11 kwietnia 1909 r.[3]